# Condado de Crawford (Arkansas)
El condado de Crawford (en inglés: Crawford County) es un condado del estado estadounidense de Arkansas. En el censo de 2000 tenía una población de 53 247 habitantes. La sede del condado es Van Buren. El condado de Crawford fue fundado del 18 de octubre de 1820 y anombrado en honor a William H. Crawford.

## Geografía

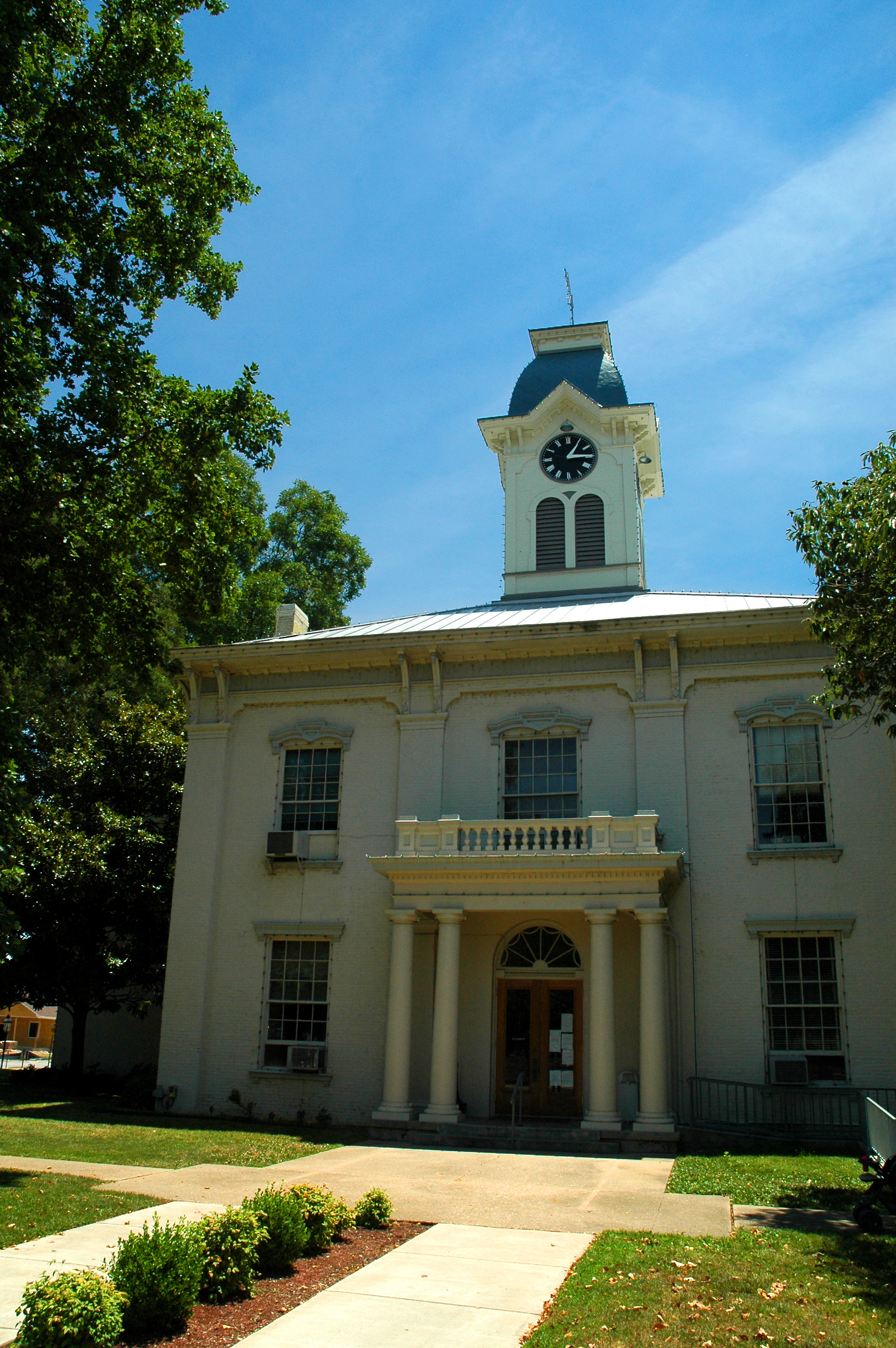
Juzgado del condado de Crawford en Van Buren.

Según la Oficina del Censo, el condado tiene un área total de 1565 km² (604 sq mi), de la cual 1542 km² (595 sq mi) es tierra y 23 km² (9 sq mi) (1,46%) es agua.

### Condados adyacentes
- Condado de Washington (Arkansas) (norte)
- Condado de Madison (noreste)
- Condado de Franklin (este)
- Condado de Sebastian (sur)
- Condado de Le Flore, Oklahoma (suroeste)
- Condado de Sequoyah, Oklahoma (oeste)
- Condado de Adair, Oklahoma (noroeste)

### Áreas protegidas nacionales
- Ozark-St. Francis National Forest

## Autopistas importantes
- Interestatal 40
- Interestatal 49
- U.S. Route 64
- U.S. Route 71
- Ruta Estatal de Arkansas 59
- Ruta Estatal de Arkansas 60

## Demografía
En el  censo de 2000, hubo 53 247 personas, 19 702 hogares, y 15 150 familias residiendo en el condado. La densidad poblacional era de 85 personas por milla cuadrada (35/km²). En el 2000 había 21.315 unidades unifamiliares en una densidad de 36 por milla cuadrada (14/km²). La demografía del condado era de 92,19% blancos, 0,87% afroamericanos, 2,01% amerindios, 1,19% asiáticos, 0,02% isleños del Pacífico, 1,48% de otras razas y 2,24% de dos o más razas. 3,27% de la población era de origen hispano o latino de cualquier raza. 
La renta promedia para un hogar del condado era de $32 871 y el ingreso promedio para una familia era de $36 741. En 2000 los hombres tenían un ingreso per cápita de $29 581 versus $20 352 para las mujeres. La renta per cápita para el condado era de $15 015 y el 14,20% de la población estaba bajo el umbral de pobreza nacional.

## Ciudades y pueblos
| - Alma - Cedarville - Chester | - Dora - Dyer - Kibler | - Mountainburg - Mulberry | - Rudy - Van Buren |